# Hazem Ali
Hazem Ali (20 de diciembre de 1978) es un luchador profesional estadounidense de ascendencia palestina, más conocido como  Armando Estrada. Actualmente trabaja como embajador para la empresa WWE.

## Carrera

### World Wrestling Entertainment (2005-2008)

#### Ohio Valley Wrestling (2005-2006)
Ali empezó su carrera en la lucha libre en el territorio de desarrollo de la World Wrestling Entertainment, Ohio Valley Wrestling (OVW), haciendo su debut en la televisión como el guardaespaldas de Muhammad Hassan llamado Osama. Cuando Hassan y Daivari fueron llamados a RAW, Ali llegó a OVW con el gimmick de un árabe antiamericano, similar al que tenía Iron Sheik y empezó a pelear por parejas con Da Beast.
Cuando Paul Heyman empezó a dirigir la OVW expandió su nombre a Osama Rodríguez Alejandro, revelando su procedencia cubano palestina. Además de ser un luchador, trabajó como entrevistador junto a Robbie Dawber para su propia versión del programa en español. Al mismo tiempo empezó una storyline en la cual hacía una campaña para ser nombrado el "Dictador de Kentucky", renombrándose "Los Kentuckos", y yendo al ring con una placa donde ponía "Vote for Lalo", utilizando el apodo "Big Lalo".

#### 2006-2008
En abril de 2006 le subieron al roster de la marca Raw. Debutó el 3 de abril de 2006 como Armando Alejandro Estrada, un hombre de negocios cubano y el mánager heel del también debutante Umaga. En su debut se peleó con Ric Flair, diciendo que estaba demasiado viejo para estar en el negocio y prometiendo que traería un nuevo héroe, Umaga. Estrada y Umaga entraron en un feudo contra Flair desde Backlash hasta el final del mes, donde Umaga venció a Flair.
Tras el feudo con Flair, en SummerSlam, Estrada ofreció los servicios de Umaga a The McMahons (Vince y Shane) para que les ayudara en su feudo con D-Generation X (Shawn Michaels y Triple H). Pero, antes de esto decidir se aceptar la propuesta, Umaga fue atacado por Kane. empezando un feudo de dos meses, donde Kane atacó a Estrada en una ocasión. El feudo terminó el 9 de octubre de 2006 en RAW donde estrada interfirió en la lucha de Umaga para ayudarle a derrotar a Kane en una pelea en la cual el perdedor debía irse de la marca.
Durante diciembre, Umaga, con Estrada, empezaron un feudo con John Cena alrededor del Campeonato de la WWE. Sin embargo, Estrada tuvo peleas con ambos, teniendo una pelea contra Cena, donde intentó comprarle con cigarros cubanos, su reloj y dinero, pero Cena no aceptó y le derrotó rápidamente con el "F-U". En febrero de 2007, acompañó a Umaga en su primera pelea por el título, el Campeonato Intercontinental de la WWE, y estuvo junto Vince McMahon en su feudo con Bobby Lashley. Cuando el feudo entre Umaga y Lashley se intensificó, Lashley tuvo prohibido poner sus manos sobre Umaga, Shane o Vince Mcmahon fuera de luchas oficiales, empujando por esto a Estrada, que se encontraba en silla de ruedas por una rampa que encontraba sobre una colección de botes de basura, lo que fue la última aparición de Estrada en meses.
El 14 de agosto de 2007, Estrada fue anunciado como el General Mánager de ECW, teniendo el poder de anunciar peleas y hacer arreglos para la marca. A principios de 2008, tuvo un feudo con Colin Delaney, un luchador independiente que peleaba sin contrato, ofreciéndole uno si podía derrotar a luchadores como Big Show o el entonces Campeón de la ECW, Chavo Guerrero. Delaney finalmente ganó el contrato tras derrotar a Estrada el 6 de mayo en ECW on SciFi. La siguiente semana se incluyó a sí mismo en el roster, peleando contra Colin Delaney, obteniendo la victoria. Estrada fue removido de su posición de General Mánager de la ECW el 3 de junio y fue sustituido por Theodore Long. Estrada fue usado como un jobber, perdiendo contra debutantes en un busca de un contrato (kayfabe). Colin Delaney ayudó a Estrada a derrotar a Tommy Dreamer en la edición de ECW del 5 de agosto, permitiéndole a Estrada ganar su contrato. Estrada fue liberado de su contrato en noviembre luego de más de tres meses de inactividad.

### Circuito independiente (2008 - 2009)
Después de su despido, Ali volvió a aceptar luchas de distintas promociones de lucha libre.
El 18 de abril de 2009, fue nombrado General Mánager de la ElitePro Wrestling. El 13 de junio empezó con un segmento de entrevistas llamado "Meeting of the Minds." Sin embargo, el 5 de diciembre, después de una pelea contra Mr. Anderson, se retiró de la lucha libre.

### WWE (2011-2012)
Ali hizo su regreso a la lucha libre el 23 de mayo en la WWE como el mánager de Tyson Kidd luego de que su anterior mánager, Michael Hayes, le abandonara. Sin embargo, la semana siguiente fue sustituido por Matt Striker. A pesar de no aparecer más en televisión, la WWE le mantuvo bajo contrato hasta el 2 de julio de 2012, cuando abandonó la empresa por no usarle.

### All American Wrestling (2019)
En marzo de 2019, Estrada regresó a la lucha libre profesional como manager de Jacob Fatu, sobrino del ex cliente Umaga.

### Segundo regreso a WWE (2024-presente)
En septiembre de 2024, Estrada firmó un contrato de leyenda con la WWE.

## En lucha
- Movimientos finales
  - Lifting falling reverse DDT

- Luchadores dirigidos
  - Robbie Dawber
  - Umaga
  - Tyson Kidd
  - Jacob Fatu

## Campeonatos y logros
- Great Lakes Championship Wrestling
  - GLCW Heavyweight Championship (1 vez)

- Pro Wrestling Illustrated
  - Situado en el N°407 en los PWI 500 del 2008[27]